# سفيتلانا غريغوريان
سفيتلانا روبيني غريغوريان (بالأرمنية: Սվետլանա Ռուբենի Գրիգորյան)‏ (بالأرمنية: Սվետլանա Ռուբենի Գրիգորյան) هيَ ممثلة أرمينية مُنحت لَقب فنان الشَعب في أرمينيا.

## حياتها
وُلدت في 30 سبتمبر 1930 في مدينة يريفان، وبدأت بالتمثيل منذُ عمر 13 سنة، وبعد تخرجها من يرفان للفنون الجميلة والمَسرح، تمت دعوتها من قبل فاردان أجيميان للعمل في مسرح الكوميديا الموسيقية البارونية في يريفان.
عُرفت سفيتلانا بأدوراها الكوميدية على مسرح الكوميديا الموسيقية، وفي عام 2011 منحها رئيس أرمينيا قلادة «الدرجة الأولى للخدمة البلد» وذلك لدورها الكبير في تطوير الفنون المسرحية، ومهارتها العالية في التمثيل، كما أنها تلقت ميدالية هاكوب ميغابارت نتيجة لخدماتها، وكان ذلك في يوم ميلادها الثمانين.

## وفاتها
تُوفيت في 12 مايو 2014، وكان عُمرها 83 سنة.

## روابط خارجية
- سفيتلانا غريغوريان على موقع IMDb (الإنجليزية)
- سفيتلانا غريغوريان على موقع كينوبويسك (الروسية)